# 3M-54 Kalibr
3M-54 Kalibr (rusko 3M54 Калибр) je skupina protiladijskih, protipodmorniških in protikopenskih manevrirnih raket Ruske vojne mornarice. Po letu 2000 jih je Rusija začela nameščati na večino razredov vojnih ladij in podmornic in so danes najbolj razširjene rakete v vojni mornarici.

## Zgodovina
V okviru skupine Kalibr so protiladijska raketa 3M-54, protikopenska raketa 3M-14 in protipodmorniška raketa 91-R1 Otvet. 
Prva je bila v Eksperimentalnem oblikovalskem biroju "Novator" L. V. Ljuljeva razvita protikopenska raketa 3M-14, in sicer kot naslednik protikopenske rakete 3M-10 "S-10 Granat". Ta je bila s Pogodbo o prepovedi jedrskih raket srednjega dosega (INF) leta 1987 prepovedana in Sovjetska vojna mornarica je leta 1986 naročila razvoj rakete z nejedrsko bojno glavo in z večjo hitrostjo.
Protikopenska raketa 3M-14 Kalibr je bila uporabljena v sirski državljanski vojni – izstrelile so jo ladje in podmornice Črnomorske flote in Kaspijske flotilje razredov Varšavjanka, Burevestnik, Gepard ter Bujan, prvič 7. oktobra 2015. Največji doseg naj bi bil med 2000–2500 km, največja hitrost 0,8 Mach in lahko so opremljene tudi z jedrskimi bojnimi glavami. Nosi 450 kg bojno glavo in je inercialno vodena, v končnem delu poleta pa aktivno radarsko ciljana.
V razvoju je tudi kopenska raketa Kalibr-M z dosegom 4500 km, s katero bosta opremljeni podmornici Voronež in Vladivostok razreda Jasen. Od odstopa ZDA od Pogodbe o prepovedi jedrskih raket srednjega dosega Rusija prav tako razvija različico rakete Kalibr za Kopenske sile.
Protiladijska raketa 3M-54 Kalibr je bila razvita kot naslednik rakete P-800 Oniks. Največji doseg naj bi bil 660 km (odvisno od višine poleta), hitrost pa je 0,8 Mach med poletom in 2,9 Mach pred ciljem. V zadnji fazi poleta leti na višini 4,6 m za manjšo radarsko opaznost. Za razliko od večine protiladijskih raket je sposobna delati zavoje pod velikim kotom za izmikanje raketam za zračno obrambo. Nosi 200 kg bojno glavo in je inercialno vodena ter v končnem delu poleta aktivno radarsko ciljana. 
Protipodmorniško raketo 91-R1 Otvet (rusko odgovor) sta razvila ruska koncerna CNII Gidropribor in CNII Elektropribor kot naslednik rakete RPK-6 Vodopad. V letih 2019 in 2020 jo je preizkušala fregata Admiral Kasatonov razreda Admiral Gorškov. Ima največji doseg 50 km, leti s hitrostjo 2 Mach in nosi 60 kg bojno glavo. Je inercialno vodena.
Izvozna različica rakete Kalibr se imenuje Club in kupile so jo vojne mornarice Kitajske, Indije, Vietnama in Alžirije. Vse države uporabljajo rakete Club na uvoženih podmornicah razredov Paltus in Varšavjanka.